# Joseph Ignace Guillotin
Joseph-Ignace Guillotin (28. května 1738 Saintes – 26. března 1814 Paříž) byl francouzský lékař a politik. Je známý jako vynálezce gilotiny, kterou však ve skutečnosti nevynalezl, pouze propagoval užití tohoto stroje k výkonu trestů smrti ve Francii během Velké francouzské revoluce.

## Život
Na počátku svých studií byl velmi zaujat uměním. Posléze se stal profesorem literatury na Irisnah College v Bordeaux, kde se rozhodl pokračovat ve svých studiích na lékaře. Studoval medicínu v Remeši a na pařížské univerzitě. Dostudoval v roce 1770.
V roce 1784 mu francouzská vláda určila spolu s Benjaminem Franklinem výzkum zvířecího magnetismu, což byl termín používaný pro domnělou éterickou sílu, způsobující charisma a přitažlivost mezi pohlavími.
V roce 1789 se stal zástupcem Paříže v Ústavodárném shromáždění. Tento sněm vznikl na počátku revoluce a měl za úkol vytvoření ústavy. Díky tomu mohl propagovat stínání hrdel mechanickým zařízením také v pozdějším parlamentu.
Přestože propagoval budoucí gilotinu, byl dr. Guillotin proti trestu smrti. Doufal, že humánnější a méně bolestivá metoda výkonu trestu je prvním krokem ke zrušení trestu smrti. Také se snažil, aby na popravy chodilo méně lidí a rodin s dětmi. Podle jeho názoru měly být popravy soukromou a individuální záležitostí. Podle legendy zemřel pod gilotinou i on sám, ve skutečnosti však bylo příčinou jeho smrti rameno postižené nežity.

## Ohlas v kultuře
O románové – fiktivní zpracování životopisu dr. Guillotina se mimo jiné pokusil i česko-britský herec a spisovatel Herbert Lom.